# Арбузовка (село, Павловський район)
Арбу́зовка (рос. Арбузовка) — село у складі Павловського району Алтайського краю, Росія. Входить до складу Коливанської сільської ради.

## Населення
Населення — 290 осіб (2010; 311 у 2002).
Національний склад (станом на 2002 рік):
- росіяни — 95 %